# خوسيه كارلوس راميريز سواريز
خوسيه كارلوس راميريز سواريز (بالإسبانية: José Carlos Ramírez Suárez) (10 مايو 1996 في إسبانيا - ) هو لاعب كرة قدم إسباني في مركز الدفاع. لعب مع ريال بيتيس.

## وصلات خارجية
- خوسيه كارلوس راميريز سواريز على موقع قاعدة بيانات كرة القدم.إي يو (الإنجليزية)
- خوسيه كارلوس راميريز سواريز على موقع Soccerway.com (الإنجليزية)
- خوسيه كارلوس راميريز سواريز على موقع AS.com (الإسبانية)